# Mistrzostwa Europy w Koszykówce Mężczyzn 2011 (eliminacje)

EuroBasket 2011 kwalifikacje.

Eliminacje Mistrzostw Europy w Koszykówce 2011 miały na celu wyłonienie czternastu drużyn, które zagrają na litewskim EuroBaskecie. Pozostali uczestnicy to gospodarz oraz europejskie reprezentacje zakwalifikowane do Mistrzostw Świata 2010 (Hiszpania, Turcja, Serbia, Grecja, Słowenia, Francja, Chorwacja, Niemcy i Rosja). W kwalifikacjach brało udział piętnaście reprezentacji.

## Format rozgrywek
Piętnaście drużyn narodowych podzielono na trzy (A-C) grupy, po pięć zespołów każda. Losowanie przeprowadzono 16 stycznia 2010 w Monachium. Cztery najlepsze drużyny z grupy awansują bezpośrednio na Mistrzostwa Europy. Drużyny z ostatnich miejsc w swoich grupach zagrają ze sobą w barażu o udział w Mistrzostwach Europy. Najgorsza drużyna z barażu spadnie do Dywizji B. W kolejnych eliminacjach EuroBasketu zastąpi ją mistrz Dywizji B.

## Rozgrywki
Eliminacje rozpoczęły się 2 sierpnia 2010, a zakończyły się 24 sierpnia 2011.
03.09.2010 r. FIBA Europe podjęła decyzję, że w turnieju finałowym zamiast 16 zespołów, zagrają 24 zespoły (dzięki temu Polacy nie musieli grać w barażach).

### Grupa A
| Msc. | Zespół     | M | W | P | K+  | K-  | Pkt |
| ---- | ---------- | - | - | - | --- | --- | --- |
| 1    | Czarnogóra | 8 | 6 | 2 | 645 | 561 | 14  |
| 2    | Izrael     | 8 | 5 | 3 | 671 | 603 | 13  |
| 3    | Włochy     | 8 | 5 | 3 | 630 | 615 | 13  |
| 4    | Łotwa      | 8 | 3 | 5 | 636 | 722 | 11  |
| 5    | Finlandia  | 8 | 1 | 7 | 599 | 680 | 9   |

### Grupa B
| Msc. | Zespół               | M | W | P | K+  | K-  | Pkt |
| ---- | -------------------- | - | - | - | --- | --- | --- |
| 1    | Wielka Brytania      | 8 | 6 | 2 | 651 | 633 | 14  |
| 2    | Macedonia            | 8 | 5 | 3 | 614 | 541 | 13  |
| 3    | Ukraina              | 8 | 3 | 5 | 582 | 607 | 11  |
| 4    | Bośnia i Hercegowina | 8 | 3 | 5 | 602 | 620 | 11  |
| 5    | Węgry                | 8 | 3 | 5 | 567 | 615 | 11  |

### Grupa C
| Msc. | Zespół     | M | W | P | K+  | K-  | Pkt |
| ---- | ---------- | - | - | - | --- | --- | --- |
| 1    | Belgia     | 8 | 6 | 2 | 604 | 580 | 14  |
| 2    | Gruzja     | 8 | 5 | 3 | 599 | 568 | 13  |
| 3    | Bułgaria   | 8 | 4 | 4 | 638 | 600 | 12  |
| 4    | Polska     | 8 | 4 | 4 | 607 | 579 | 12  |
| 5    | Portugalia | 8 | 1 | 7 | 518 | 639 | 9   |

### Baraż o awans do ME 2011
| Msc. | Zespół     | M | W | P | K+  | K-  | Pkt |
| ---- | ---------- | - | - | - | --- | --- | --- |
| 1    | Finlandia  | 4 | 4 | 0 | 316 | 272 | 8   |
| 2    | Portugalia | 4 | 2 | 2 | 217 | 277 | 6   |
| 3    | Węgry      | 4 | 0 | 4 | 261 | 299 | 4   |

Objaśnienia:
- Msc. – miejsce,
- M – liczba rozegranych meczów,
- W – mecze wygrane,
- P – mecze przegrane,
- K+ – kosze zdobyte,
- K- – kosze stracone,
- Pkt. – punkty (2 za zwycięstwo, 1 za porażkę)